# Ministero delle finanze (Repubblica Dominicana)
Il Ministero delle finanze (spagnolo: Ministerio de Hacienda) governo dominicano è responsabile delle politiche fiscali del paese, comprese le entrate, le spese e le finanze nazionali. Altre funzioni del Ministero includono la legislazione fiscale e doganale, la regolamentazione e la negoziazione dei mutui, l'approvazione dei contratti pubblici e la predisposizione periodica del bilancio.
Il dicastero è stato istituito con il nome di Segretaria di Stato per le finanze e il commercio (Secretaría de Estado de Hacienda y Comercio) durante il periodo in vigore della Costituzione dominicana del 1844. La sua sede si trova a Santo Domingo. Dal 16 agosto 2020, il ministro responsabile di questo dicastero è José Manuel Vicente.

## Struttura
Come tutti gli altri Ministeri della Repubblica Dominicana, il Ministero delle finanze è suddiviso in vice-ministeri. Questi sono:
- Vice-ministero tecnico-amministrativo
- Vice-ministero del bilancio, della contabilità e del patrimonio
- Vice-ministero dei beni dello Stato
- Vice-ministero del tesoro
- Vice-ministero del credito pubblico
- Vice-ministero delle politiche fiscali

## Agenzie dipendenti
In qualità di organismo di controllo del fisco, il Ministero delle finanze dispone di un gran numero di istituzioni decentrate. Alcune di queste sono:
- Sovrintendenza delle assicurazioni
- Ufficio generale delle dogane (DGA)
- Ufficio generale delle entrate (DGII)
- Ufficio generale del catasto nazionale
- Ufficio generale del bilancio
- Ufficio generale del credito pubblico
- Banca delle Riserve della Repubblica Dominicana (BanReservas)
- Tesoro nazionale
- Lotteria nazionale
- Cassa di risparmio per i lavoratori e Monte de Piedad

## Elenco dei segretari e ministri
- Ramón Matías Mella (1849–1850)
- Manuel María Gautier (1876)
- Francisco Gregorio Billini (1878)
- Arturo Grullón (1912)
- Francisco J. Peynado (1916)
- Eladio Sánchez (1922–1923)
- Tulio Manuel Cestero (1933)
- Rafael Brache (1933–1934)
- Manuel de Jesús Troncoso (1944–1945)
- Victor Garrido (1947–1949)
- José Manuel Machado (1961–1962)
- Jacobo Majluta (1963)
- José Rafael Abinader (1965)
- José Rafael Abinader (1982–1984)
- Licelot Marte de Barrios (1990–1993)
- Daniel Toribio (1996–2000; 2011-2012)
- Simón Lizardo Mézquita (2012–2016)
- Donald Guerrero (2016–2020)
- José Manuel Vicente (2020–)